# Honto
Honto, ou Huntto en basque, parfois écrit fautivement Hounto ou Untto dans les guides, est un hameau de la commune française de Saint-Michel dans le département des Pyrénées-Atlantiques et la région Nouvelle-Aquitaine. 
La fin des via Podiensis, via Turonensis et via Lemovicensis ainsi que l'amont du camino navarro du pèlerinage de Saint-Jacques-de-Compostelle passent par ce hameau ; sauf si on a choisi la variante par Arnéguy et Valcarlos en cas de mauvaises conditions météo ou sol enneigé.

## Culture et patrimoine

### Pèlerinage de Compostelle
Le hameau se trouve sur le tronc commun des via Podiensis,  via Turonensis et via Lemovicensis qui se sont confondues progressivement en amont de Saint-Jean-Pied-de-Port.
Au sens large, on peut aussi considérer que ce hameau se trouve déjà sur le camino navarro, lui-même faisant partie du camino francés. Au sens strict, le Camino navarro commence à la frontière espagnole ou au col de Roncevaux et le camino francés encore plus en aval, à Obanos à la jonction avec le camino aragonés.
Après le pont enjambant la Nive à Saint-Jean-Pied-de-Port, deux itinéraires s'offraient aux pèlerins pour gagner Roncevaux : celui du port de Cize, qui suit le tracé de l'antique Iter XXXIV de l'Itinéraire d'Antonin reliant Bordeaux à Astorga, ou celui plus facile qui rejoint le col de Roncevaux (puerto de Ibañeta en espagnol) par Valcarlos, située dans la vallée de la Nive, où Charlemagne établit jadis son camp, avant de voler au secours de Roland, à Roncevaux.
Au Moyen Âge, la route du col de Cize était la plus fréquentée, même si l'ascension de ce « mont remarquable », aux dires d'Aimery Picaud, n'était pas de tout repos : « Pour le franchir, il y a huit mille à monter et autant à descendre. [...] Celui qui en fait l'ascension croit pouvoir, de sa propre main, toucher le ciel. » 
Il est probable que cette voie du col de Cize passait à proximité de Honto.